# 南健太郎
南 健太郎（みなみ けんたろう、1964年〈昭和39年〉12月22日 - ）は、日本の外交官。

## 来歴
神奈川県出身。1989年（平成元年）3月、中央大学法学部法律学科を卒業。同年4月、外務省に入省。入省後、情報調査局企画課、総合外交政策局科学原子力課、在ジュネーブ国際機関日本政府代表部、軍縮会議日本政府代表部（小型武器等通常兵器担当）、在ギニア日本国大使館参事官、在ハイチ日本国大使館大使、外務省大臣官房儀典外国訪問室、総合外交政策局国際安全・治安対策協力室などを経て、2016年（平成28年）、総合外交政策局軍縮不拡散・科学部通常兵器室上席専門官に就任。自律型致死兵器システム（LAWS）を担当し、LAWSに関する政府の専門家会合に参加するなどした。その後、外務省大臣官房儀典長、同儀典外国訪問室長、在コンゴ共和国日本国大使館一等書記官、同参事官、総合外交政策局軍縮不拡散・科学部不拡散・科学原子力課国際原子力協力室企画官、同国際原子力協力室長などを歴任。
2024年（令和6年）10月17日、カメルーン国駐箚特命全権大使に就任。同年12月24日、チャド国駐箚特命全権大使を兼任。2025年（令和7年）1月17日、中央アフリカ国駐箚特命全権大使に兼任。

## 年譜
- 1989年（平成元年）
  - 3月 - 中央大学法学部法律学科卒業[1]
  - 4月 - 外務省入省[1]
- 2019年（平成31年／令和元年）
  - 4月 - 外務省大臣官房儀典長[1]
  - 4月 - 外務省大臣官房儀典外国訪問室長（兼任）[1]
  - 7月 - 在コンゴ共和国日本国大使館一等書記官[1]
- 2021年（令和3年）1月 - 在コンゴ共和国日本国大使館参事官[1]
- 2023年（令和5年）
  - 8月 - 外務省総合外交政策局軍縮不拡散・科学部不拡散・科学原子力課国際原子力協力室企画官[1]
  - 8月 - 外務省総合外交政策局軍縮不拡散・科学部不拡散・科学原子力課国際原子力協力室長[1]
- 2024年（令和6年）
  - 9月 - 外務省大臣官房[1]
  - 10月 - カメルーン国駐箚特命全権大使[1][6][7]
  - 12月 - チャド国駐箚特命全権大使（兼任）[1][4][5]
- 2025年（令和7年）1月 - 中央アフリカ国駐箚特命全権大使（兼任）[1][2][3]